# Titia Bergsma
Titia Cock Blomhoff-Bergsma (13. února 1786 Leeuwarden – 2. dubna 1821 Haag) byla Holanďanka, která se svým manželem Janem Cockem Blomhoffem navštívila ostrov Dedžima v Japonsku. Byla první ženou ze západní civilizace, která navštívila Japonsko.

## Život
Byla dcerou E. H. Bergsma, člena Nejvyššího soudu v Haagu. V roce 1815 se provdala za Jana Cocka Blomhoffa, kterého poznala o několik let dříve. Dne 6. března 1816 se jim narodil syn Johannes. V letech 1809–1817 byl Jan Cock Blomhoff vedoucím skladu holandské továrny a mezitím byl jmenován jejím vedoucím. Manželé se rozhodli, že podniknou cestu do Japonska, i s jejich malým synem a jeho kojnou Petronellou Muns. Šlo o velmi výjimečný počin, neboť Japonsko bylo pod šógunátem Tokugava extrémně izolované od vnějšího světa. Holanďané a Číňané mohli do země pouze za účelem obchodu a ženám byl vstup zcela zakázán. Cesta jim trvala rok. Titia Bergsma směla vstoupit na ostrov s povolením guvernéra Nagasaki. Dorazili 16. srpna roku 1817. O pět týdnů později se o její přítomnosti dozvěděl šógun Tokugava Ienari, který nařídil, aby Titia a kojná Petronella Muns opustily zemi. Dne 4. prosince obě ženy odjely zpět do Holandska.
Titia Bergsma zemřela v roce 1821 údajně „ze žalu”, protože svého manžela již nikdy neviděla. Její manžel Jan Cock Blomhoff zůstal v Japonsku coby vrchní představitel Dedžimy 6 let. Vydělal zde jmění a do Holandska se vrátil v roce 1823. Zemřel 15. srpna 1853 v Amersfoortu.

## V umění
Titia byla zvěčněna japonskými umělci a sochaři na 500 vyobrazeních. Její obrázky byly v Japonsku v 19. století natolik populární, že v prodejích překonaly všechny ostatní tisky. Vyobrazení Titii Bergsmy lze najít po celém Japonsku. Existují společnosti, které se specializují pouze na motivy Bergsmy. Říká se, že její obličej lze najít na 4 milionech kusů japonského porcelánu.

## Galerie

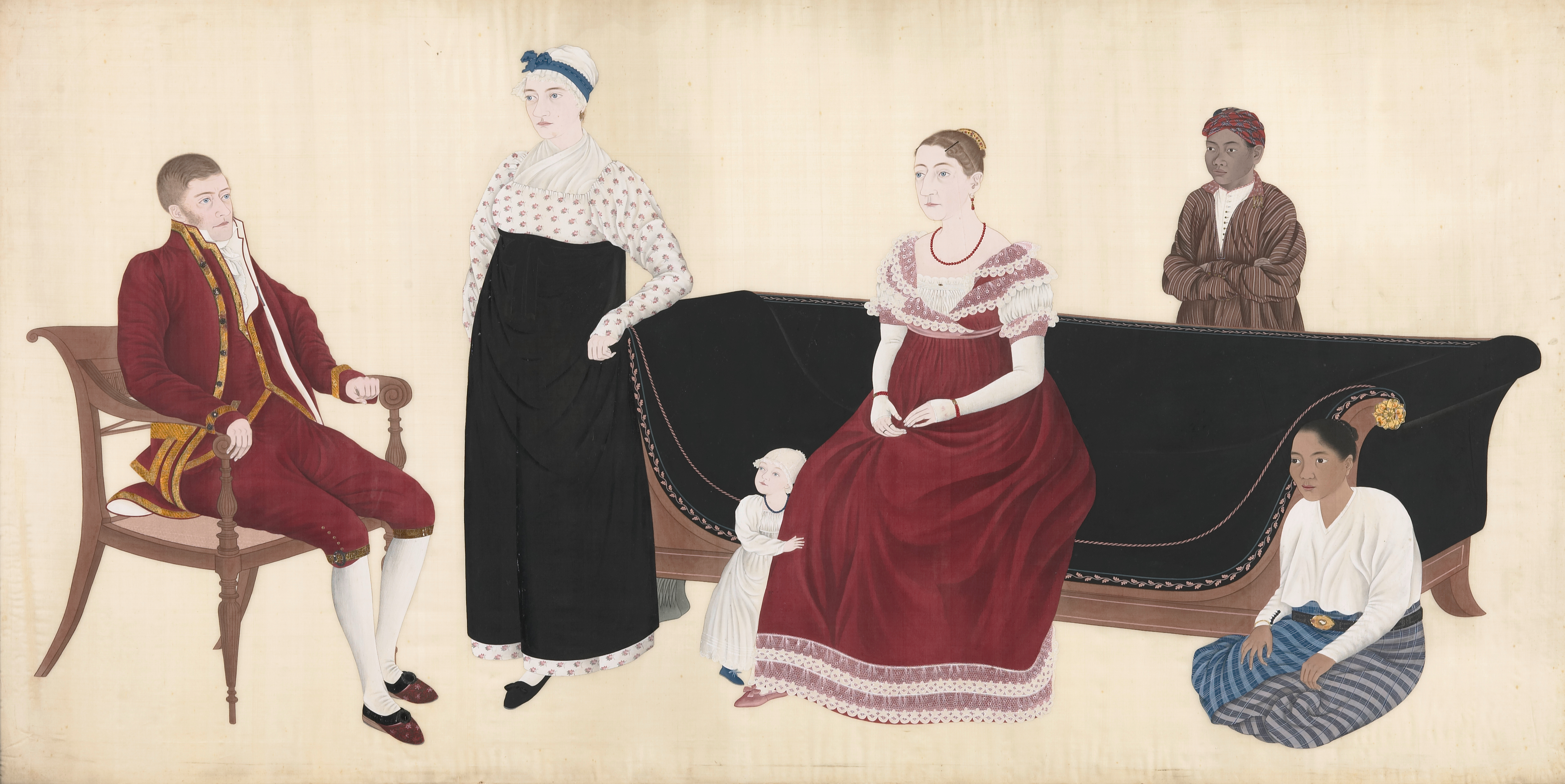
Titia Bergsma (sedí na gauči) se svou rodinou a sloužícími (japonský tisk z roku 1817)
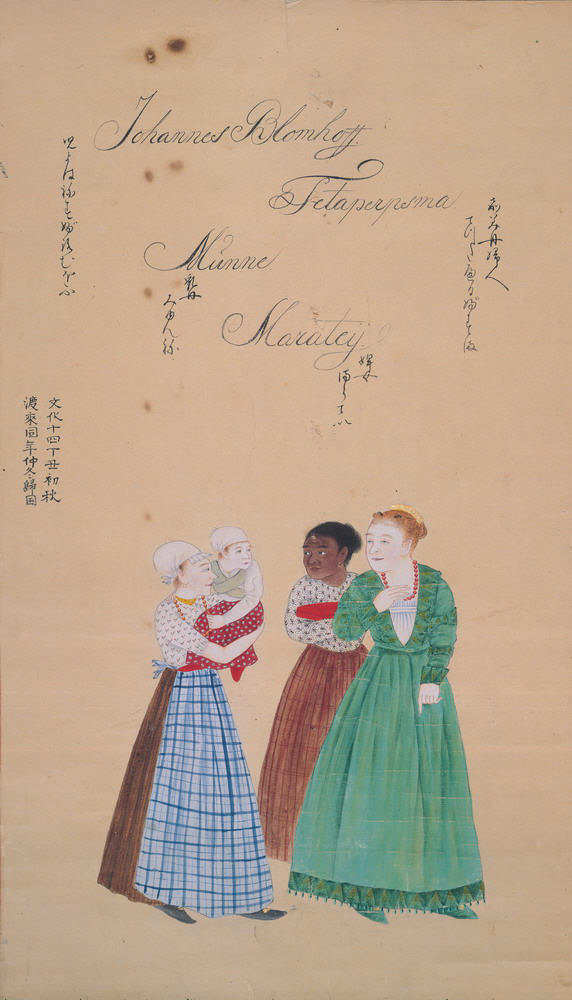
Titia, služka Marateij a kojná Petronella Muns s Johannesem
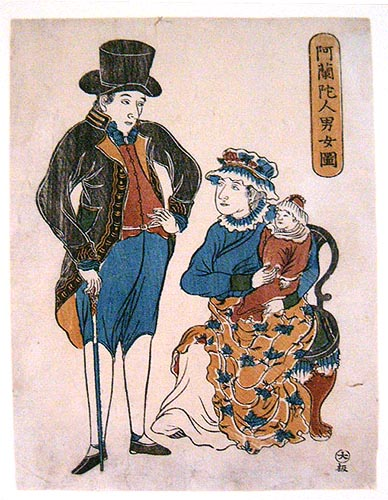
Jan Cock Blomhoff a kojná Petronela Muns, která drží v náručí jeho syna Johannese (anonymní japonský tisk)
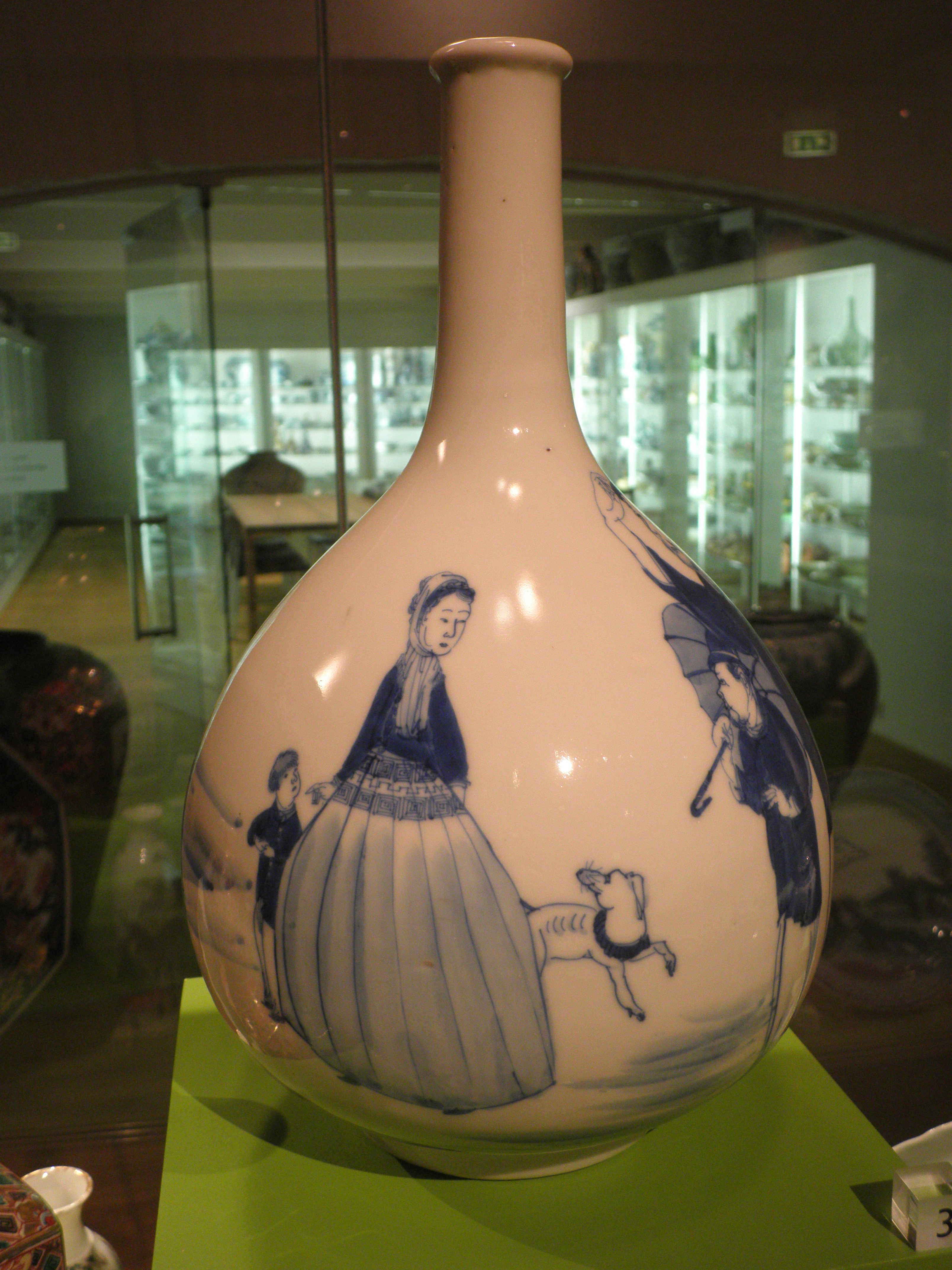
Titia s rodinou na japonské váze